# شیشه فتوکرومیک

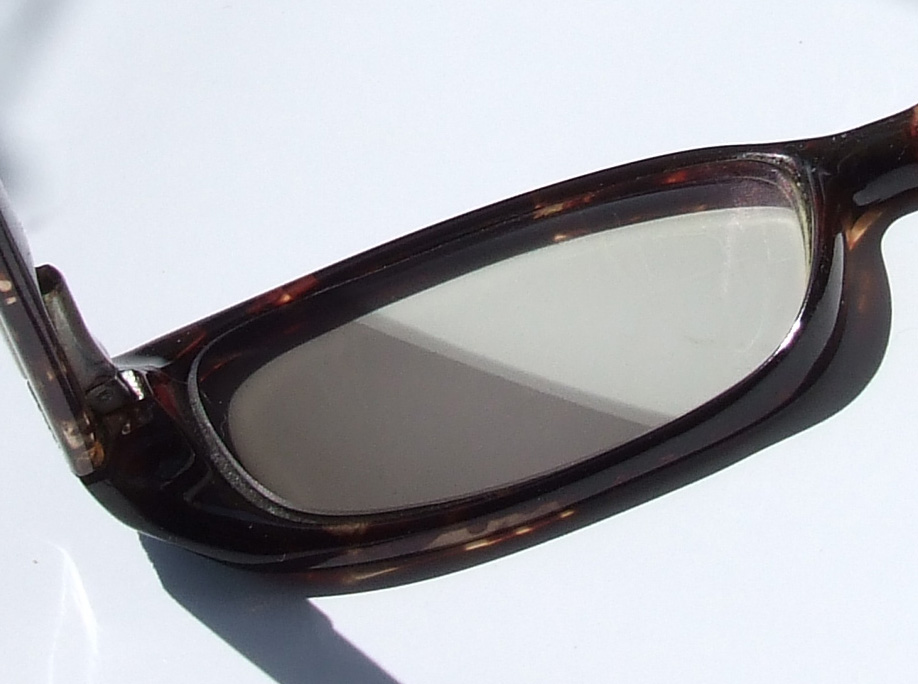
یک لنز فتوکرومیک عینک

### تعریف
لنزها یا شیشه های فتوکرومیک  (یا لنزهای انتقالی که به عنوان ناکیکم تجاری از اسم برند ترنزیشن می‌آید) شیشه ها یا لنزهای اپتیکی هستند که در صورت قرار گرفتن در معرض گونه های خاصی از نور با شدت خاص یا تابش امواج الکترومغناطیسی در محدوده های خاص (معمولا بنفش و فرابنفش) بیشتر اشعه ی فرابنفش تیره می شوند میزان انتقال نور آنها در محدوده ی نور مرئی به شدت و سرعت افت کرده و در صورت قطع این تابش، میزان انتقال نور با سرعتی قابل توجه به حالت اولیه برمی گردد. در غیاب این نورهای فعال کننده لنزها به حالت شفاف خود برمی گردند.علت این پدیده به وجود آمدن تعداد زیادی مراکز رنگی در این شیشه ها در اثر تابش امواج الکترومغناطیس با طول موج کوتاه و از بین رفتن مجدد آنها پس از قطع تابش است.
لنزهای فتوکرومیک می تواند از شیشه، پلی کربنات و یا پلاستیک های دیگر ساخته شود این لنزها اساسا در عینک هایی که در نور درخشان خورشید تیره اند اما در نور معمولی شفاف هستند استفاده می شوند.آنها با قرار گرفتن به مدت یک دقیقه در معرض نور درخشان به طور قابل توجهی تاریک می شوند و زمان تقریبا طولانی تری طول می کشد تا به حالت شفاف برگردند.یک بازه ی انتقال شفاف دردسترس است.
در یک دسته از تکنولوژی، مولکول های کلریدنقره و یا هالیدنقره بر روی لنزهای فتوکرومیک قرار می گیرند.این ها در مقابل نور مرئی بدون اجزای قابل توجه فرابنفش که معمولا برای نور مصنوعی صدق می کنند، شفاف هستند. در یک دسته ی دیگر از تکنولوژی مولکول های آلی فتوکرومیک وقتی در معرض اشعه های فرابنفش مثل نور مستقیم خورشید قرار می گیرند یک فرآیند شیمیایی را متحمل می شوند که منجر به تغییر شکل آنها شده و موجب می شود که درصد زیادی از نور مرئی را جذب کنند (در حالتی که خود تیره هستند).این فرآیندها برگشت پذیر هستند یعنی زمانی که لنز از منبع قوی اشعه فرابنفش جدا می شود اجزای فتوکرومیک به حالت شفاف خود بازمی گردند.

## طرز تهیه و خواص مهم شیشه های فتوکرومیک
برای ساخت شیشه های فتوکرومیک ابتدا یک شیشه مبنا انتخاب شده و به مواد اولیه مربوطه مقادیری ترکیبات نقره و هالیدهای مختلف (کلر،برم،ید،فلوئور) افزوده می گردد.
جدول (1) ترکیب یک نوع شیشه فتوکرومیک تجارتی را نشان می دهد.
جدول(1) ترکیب یک نوع شیشه فتوکرومیک تجارتی 
| درصد وزنی                                | اکسید                               |
| 59.1 9.3 20.0 10.8 1.5 0.47 0.30 - 0.015 | SiO2 Al2O3 B2O3 Na2O F Ag Cl Br CuO |

شیشه ها به صورت معمول ذوب شده و شکل داده می شوند، آنگاه به منظور رسوب دادن بلورهای هالیدنقره، که مسئول پدیده ی فتوکرومیسم هستند، تحت عملیات حرارتی معینی قرار می گیرند. خواص مهم یک شیشه فتوکرومیک را می توان با شکل (الف) نشان داد. این شکل منحنی ꚍ (میزان انتقال نور یا ترانسمیتانس) را برحسب زمان (t) برای یک شیشه فتوکرومیک در طول موج 550 نانومتر نشان میدهد.
ویژگی های مهم عبارتند از:
ꚍo میزان انتقال اولیه (Initial Transmittance)
ꚍE میزان انتقال نهایی (Final Transmittance)
ꚍ∆ درجه تاریک شدن (Degree of dimming)
tD/2 زمان نیمه عمر تاریک شدن (Half level time of dimming)
  tH/2 زمان نیمه عمر روشن شدن (Half level time of brightening)
tB زمان مورد تابش قرار گرفتن (Irradiation time)
شکل (الف) تغییرات ꚍ بر حسب زمان برای یک شیشه فتوکرومیک تجارتی در طول موج λ=550 nm
جدول (2) این ویژگی ها را برای دو نوع شیشه فتوکرومیک تجارتی نشان می دهد.
| شیشه 2                             | شیشه 1                             | ویژگی                                                                           |
| 1.525 56.5 2.41 0.90 ≤ 0.60 10 100 | 1.525 59.8 2.50 0.90 ≤ 0.60 21 290 | ضریب شکست nD عدد آ بهν چگالی gr/cm3 (500) T0 (550) ꚍ∆ (ثانیه) tD/2 (ثانیه) tH/2 |

## ابداع
در سال 1960 لنزهای فتوکرومیک توسط ویلیام اچ.ارمیستد و استنلی دونالد استوکی در مرکز شیشه کرنینگ پیشرفت و بهبود داده شدند. و این فرآیندها به عنوان اولین تولیدات لنزهایی با رنگ متغیر مورد استفاده قرار گرفتند.

## جزئیات فنی
لنزهای فتوکرومیک پلاستیک از مولکول های فتوکرومیک آلی (برای مثال اکسازینها و نافتوپیرانها) برای دستیابی به اثر تیره شدن برگشت پذیر استفاده می کنند این لنزها وقتی در معرض نور با درصد شدت بالای نور خورشید قرار می گیرند تیره می شوند اما در نور مصنوعی این اتفاق نمی افتد در حضور نور فرابنفش (با طول موج 320 تا 400 نانومتر) الکترون ها از شیشه با کاتیون های بیرنگ نقره برای تشکیل نقره ی عنصری ترکیب می شوند. چون نقره ی عنصری مرئیست، لنزها تیره تر ظاهر می شوند.
{\displaystyle {\ce {Cl- -> Cl + e-}}}
{\displaystyle {\ce {Ag+ + e- -> Ag}}}
با برگشت به سایه این واکنش معکوس می شود. نقره به حالت یونی اصلی خود بازمی گردد و لنزها شفاف می شوند.
{\displaystyle {\ce {Cu^2+ + Ag -> Cu+ + Ag+}}}
با مواد پراکنده ی فتوکرومیک در زیرلایه ی شیشه، درجه ی تیره شدن بستگی به ضخامت شیشه دارد که دربردارنده ی مشکلاتی به خاطر ضخامت های متغیر لنزها در نسخه های تجویز شده ی عینک ها می باشد.در لنزهای پلاستیک ماده ی موردنظر معمولا در سطح لایه ی پلاستیک در یک ضخامت یکنواخت تا 150 میکرومتر نشانده می شود.
به طور معمول تیرگی لنزهای فتوکرومیک در کمتر از یک دقیقه در مقابل اشعه ی فرابنفش پاسخ می دهند و به تیرگی خود کمی بیش از پانزده دقیقه بعدی ادامه می دهند. لنزها در غیاب اشعه ی فرابنفش شروع به شفاف شدن می کنند و به طور قابل توجهی در دو دقیقه ی بعدی روشن تر می شوند و در پنج دقیقه ی بعد شفاف تر می شوند و در مدت پانزده دقیقه به طور کامل به حالت قبل یعنی عدم حضور فرابنفش برمی گردند.گزارشی از انسیتوی افتالمولوژی دانشگاه کالج لندن گفته شده که در شفاف ترین حالت لنزهای فتوکرومیکشان 20 درصد از نور محیط را جذب می کنند. چون ترکیبات فتوکرومیک به وسیله ی یک فرآیند حرارتی به حالت شفافشان برمی گردند، دماهای بالاتر تیرگی کمتر لنزهای فتوکرومیک را رقم می زنند. این اثر وابستگی دمایی نامیده می شود و از رسیدن به تیرگی واقعی عینک های آفتابی در دمای بسیار بالا جلوگیری می کند. برعکس آن لنزهای فتوکرومیک می توانند در هوای سرد بسیار تیره شوند بعلاوه آن جدا از موضوع قرارگیری در مقابل اشعه فرابنفش لنزهای سرد زمان بیشتری را نسبت به لنزهای گرم برای رسیدن به شفافیت خود نیاز دارند. لنزهای فتوکرومیک اشعه ی فرابنفش نوع A را به خوبی اشعه فرابنفش نوع B تا صددرصد فیلتر می کنند. نور فرابنفش نوع B پرانرژی تر است و منجر به آفتاب سوختگی و همینطور آسیب های پوستی شامل سرطان ها می شود، نور فرابنفش نوع A منجر به سرطان پوست می شود اما موجب آفتاب سوختگی نمی شود.اشعه ی فرابنفش نوع B (UVB) توسط همه ی شیشه ها ممانعت می شود اما اشعه ی فرابنفش نوع A توسط شیشه های پنجره و لنزهای معمولی جلوگیری نمی شود.
شماری از صنعتگران عینک های آفتابی و تولیدکنندگان آن شامل تیفوسی، اینترکست،اوکلی، سرنگتی آی ور و پرسول لنزهای متغیر رنگی را تولید کرده اند که با استفاده از فتوکرومیسم برای رفتن از حالت تیره به حالت تیره تر عمل می کنند. این عینک ها نسبت به استفاده های معمول عینک ها بیشتر به عنوان عینک های آفتابی بیرون از خانه استفاده می شوند.

## اثر عوامل مختلف بر خواص شیشه های فتوکرومیک
از عوامل مؤثر بر خواص شیشه های فتوکرومیک می توان ابتدا از ترکیب شیشه ی مبنا یاد کرد.معمولا در مورد شیشه های تجارتی از ترکیبات آلومینوبور و سیلیکاتی قلیایی استفاده می شود (همانگونه که در جدول (1) مشاهده می شود). ترکیب شیشه ی مبنا باید طوری باشد که حلالیت هالیدهای نقره در دمای ذوب در آن نسبتا زیاد بوده اما در دماهای پایین تر (دمای عملیات حرارتی) این حلالیت به شدت کاهش یابد به‌طوری که بلورهای هالیدنقره حین عملیات حرارتی در شیشه رسوب کنند. ترکیب شیشه مبنا بر کینتیک عمل رسوب هالیدها نیز مؤثر است. پژوهش های اخیر نشان داده است که شیشه ی مبنا، ابتدا در حین عملیات حرارتی دچار جدایش فازی از نوع شیشه در شیشه شده، آنگاه بلورهای هالیدنقره در داخل فازی که به صورت قطراتی جدایش یافته (غنی از بور است) رسوب می کنند. برخی پژوهشگران عقیده دارند که بلورهای هالیدنقره فقط به صورت پوست های بر روی قطرات فاز جدایش یافته رسوب می کنند.
نوع و میزان هالوژن ها هم بر محدوده ی حساسیت شیشه به طول موج تابشی مؤثر است و هم ظاهرا بر اندازه ذرات رسوب کرده اثر می گذارد. ابعاد و تعداد ذرات رسوب کرده که معمولا به صورت محلول جامد (Cl,Br,I)Ag هستند، علاوه بر ترکیب شیشه، تابع شرایط عملیات حرارتی است و بر خواص شیشه فتوکرومیک تاثیر زیادی دارد. محدوده ی 200-50 آنگستروم محدوده ی مناسبی برای ابعاد این ذرات است و تعداد این ذرات گاه تا  1015   سانتیمترمکعب/عدد  بالغ میگردد.